# شريان إبطي
يعتبر الشريان الإبطي من أضخم الأوعية الدموية في جسم الإنسان. هو استمرار الشريان تحت الترقوة، ويبدأ عند الحافة الوحشية للضلع الأولى، ويتواصل عند الحافة السفلية المدورة الكبيرة لشريان العضدي، يتجاور الشريان الإبطي على طول مساره وعلى حزم الضفيرة العضدية وفروعها، ويتغمد معها بغمد نسيجي ضام يسمى؛ الغمد الإبطي. وهذا الغمد يتواصل في الأعلى إلى داخل جذر العمق، ويستمد من الصفيحة أمام النقار للفاقة الرقيقة العميقة. تمتاز العضلة الصدرية الصغيرة الوجه الأمامي للشريان الإبطي وتقسم الشريان إلى ثلاثة أقسام؛ القسم الأول ويتفرع عن الشريان الصدري الأعلى، والقسم الثاني، ويتفرع عنه الشريان الصدري الأخرمي والصدري الجانبي، والقسم الثالث يتفرع عن الشريان تحت الكتف والشريان المنعطف العضدي الأمامي والشريان المنعطف العضدي الخلفي.

## صور

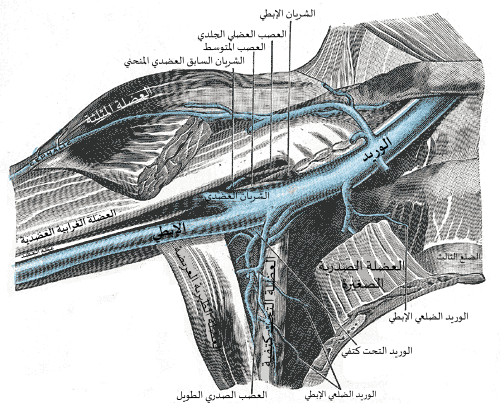
The veins of the right axilla, viewed from in front.
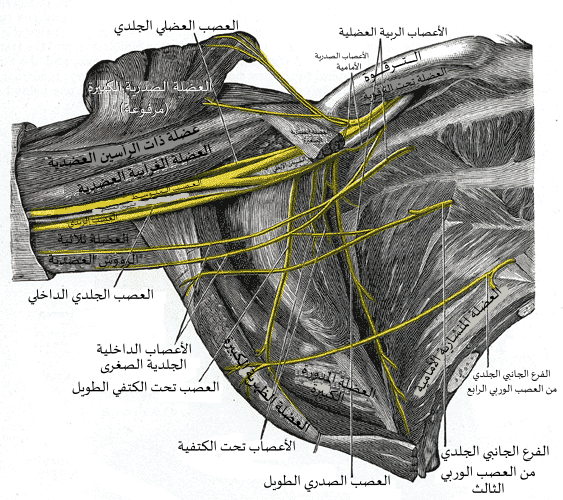
The right brachial plexus (infraclavicular portion) in the axillary fossa; viewed from below and in front.
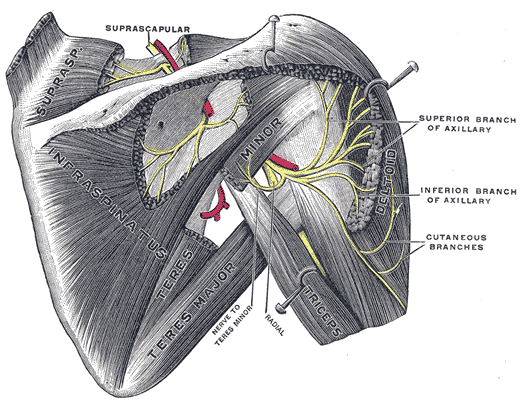
Suprascapular and axillary nerves of right side, seen from behind.

## وصلات خارجية
- درسٌ تشريحي حول lesson3axillaryart&vein مُعدٌ بواسطة ويسلي نورمان (جامعة جورجتاون).
- axillary_artery على برنامج طب العظام التابع لنظام الصحة بجامعة ديوك [الإنجليزية]‏.
- صور تشريحية:05:06-0101 في مركز داونستيت الطبي التابع لجامعة نيويورك - "Axillary Region: Parts of the Axillary Artery"
- أشكال تشريح صني 05:04-01 - "The axillary artery and its major branches shown in relation to major landmarks."